# Świercze
Świercze è un comune rurale polacco del distretto di Pułtusk, nel voivodato della Masovia.
Ricopre una superficie di 93,04 km² e nel 2004 contava 4 801 abitanti.